# Death Before Dishonor IX
Death Before Dishonor IX est un pay-per-view (PPV) de catch produit par la Ring of Honor (ROH), qui est disponible uniquement en ligne. Cet évènement se déroula le 11 septembre 2011 au Manhattan Center à Manhattan, dans l'état de New York. C'était le 9e Death Before Dishonor de l'histoire de la ROH.

## Contexte
Les spectacles de la Ring of Honor en paiement à la séance sont constitués de matchs aux résultats prédéterminés par les scénaristes de la ROH. Ces rencontres sont justifiées par des storylines - une rivalité avec un catcheur, la plupart du temps - ou par des qualifications survenues au cours de shows précédant l'évènement. Tous les catcheurs possèdent un gimmick, c'est-à-dire qu'ils incarnent un personnage face (gentil) ou heel (méchant), qui évolue au fil des rencontres. Un pay-per-view comme Death Before Dishonor est donc un événement tournant pour les différentes storylines en cours.

## Matchs
| #                                                                | Matchs, | Stipulation | Durée |
| ---------------------------------------------------------------- | --- | --- | ----- |
| Dark                                                             | Andy Ridge bat Grizzly Redwood | Match qualificatif pour le tournoi Survival of the Fittest 2011                                                | 07:11 |
| 1                                                                | The Embassy (Rhino & Tommaso Ciampa) (avec Prince Nana, Ernesto Osiris, Princess Mia et R.D. Evans) battent Homicide & Jay Lethal                      | Tag team match                                                                                                 | 10:15 |
| 2                                                                | Shelton Benjamin bat Mike Bennett (avec Bob Evans) | Match simple                                                                                                   | 10:54 |
| 3                                                                | The Young Bucks (Matt Jackson & Nick Jackson) battent Future Shock (Adam Cole & Kyle O'Reilly) et Bravado Brothers (Harlem Bravado & Lancelot Bravado) | Three-way elimination tag team match                                                                           | 10:51 |
| 4                                                                | El Generico contre Jimmy Jacobs se termine en No-Contest                                                                                               | Match simple                                                                                                   | 12:00 |
| 5                                                                | Charlie Haas bat Michael Elgin | Match simple                                                                                                   | 12:42 |
| 6                                                                | Eddie Edwards bat Roderick Strong | Three Stages of Hell match                                                                                     | 42:45 |
| 7                                                                | The All-Night Express (Kenny King & Rhett Titus) battent Briscoe Brothers (Jay Briscoe & Mark Briscoe)                                                 | Ladder War III match pour être challenger n°1 pour le ROH World Tag Team Championship lors de Glory by Honor X | 27:54 |
| (c) désigne le(s) champion(s) défendant son titre dans le match. | | |       |

### Three stages of Hell match
| # | Matchs                            | Stipulation        | Durée |
| - | --------------------------------- | ------------------ | ----- |
| 1 | Roderick Strong bat Eddie Edwards | Pinfall only match | 11:59 |
| 2 | Eddie Edwards bat Roderick Strong | Submission match   | 19:44 |
| 3 | Eddie Edwards bat Roderick Strong | Iron Man match     | 21:44 |